# Färbergäßchen 1 (Dillingen an der Donau)

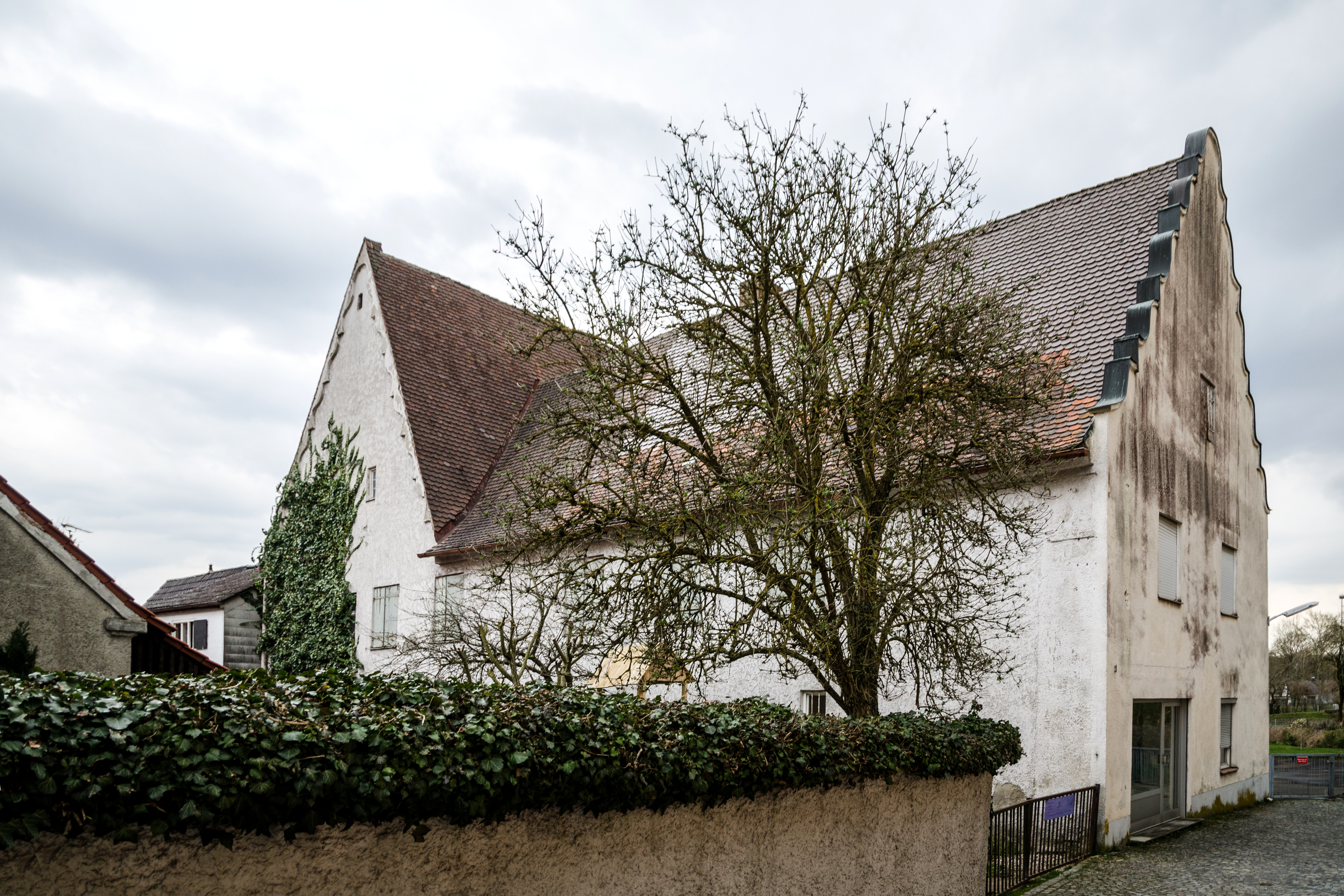
Ehemalige Mühle Färbergäßchen 1 in Dillingen an der Donau

Das Gebäude Färbergäßchen 1, die ehemalige Hofmühle, in Dillingen an der Donau, der Kreisstadt des Landkreises Dillingen an der Donau im Regierungsbezirk Schwaben in Bayern, wurde in der ersten Hälfte des 17. Jahrhunderts errichtet. Die ehemalige Mühle im früheren Färberviertel ist ein geschütztes Baudenkmal.
Der zweigeschossige Bau, der aus zwei im Winkel stehenden Flügeln mit Staffelgiebeln besteht, wurde um 1822 mit einem Stadelanbau erweitert. Der Ost-West-Flügel mit Staffelgiebel nach Westen war wohl ursprünglich die Mühle.
Das Anwesen wird als Garage und Lager genutzt.         